# R.W.D. Molenbeek (2015)
Racing White Daring Molenbeek, còn được gọi là RWD Molenbeek và thường được gọi là RWDM, là một câu lạc bộ bóng đá chuyên nghiệp Bỉ có trụ sở tại Molenbeek-Saint-Jean, Brussels. Câu lạc bộ hiện đang chơi ở Giải đấu chuyên nghiệp Bỉ (Pro League) từ 2023–24 sau khi giành được quyền thăng hạng từ Challenger Pro League vào năm 2022–23. Đội đã tham dự Cúp quốc gia Bỉ 2015–16, lọt vào vòng 4.

## Cầu thủ

### Đội hình hiện tại
Tính đến ngày 10/2/2024
Ghi chú: Quốc kỳ chỉ đội tuyển quốc gia được xác định rõ trong điều lệ tư cách FIFA. Các cầu thủ có thể giữ hơn một quốc tịch ngoài FIFA.
| Số | VT | Quốc gia         | Cầu thủ                                  |
| -- | -- | ---------------- | ---------------------------------------- |
| 1  | TM | Bỉ               | Nicolas Alavoine                         |
| 4  | HV | Brasil           | Klaus                                    |
| 5  | HV | Bỉ               | Alexis De Sart                           |
| 6  | TV | Bỉ               | Pierre Dwomoh (mượn từ Antwerp)          |
| 7  | TĐ | Martinique       | Mickaël Biron                            |
| 8  | TV | Nhật Bản         | Shuto Abe                                |
| 9  | TĐ | Sénégal          | Makhtar Gueye                            |
| 10 | TĐ | Anh              | Malcolm Ebiowei (mượn từ Crystal Palace) |
| 11 | HV | Cộng hòa Ireland | Tayo Adaramola (mượn từ Crystal Palace)  |
| 15 | TV | Bỉ               | Sada Diallo                              |
| 17 | HV | Bỉ               | Ilay Camara                              |
| 19 | HV | Bỉ               | Jonathan Heris                           |
| 21 | HV | Bỉ               | Fabrice Sambu                            |
| 22 | TĐ | Bỉ               | Frederic Soelle Soelle                   |
| 23 | TV | Brasil           | Del Piage                                |
| 26 | HV | Brasil           | Abner                                    |
| 27 | TĐ | Brasil           | Rikelmi (mượn từ Botafogo)               |

| Số | VT | Quốc gia       | Cầu thủ                                 |
| -- | -- | -------------- | --------------------------------------- |
| 28 | TM | Bỉ             | Guillaume Hubert                        |
| 29 | HV | Pháp           | Mamadou Sarr (mượn từ Lyon)             |
| 30 | TV | Pháp           | Xavier Mercier                          |
| 32 | HV | Bỉ             | Djovkar Doudaev                         |
| 33 | TM | Pháp           | Théo Defourny                           |
| 34 | HV | Cộng hòa Congo | Christ Makosso                          |
| 43 | HV | Brasil         | David Sousa                             |
| 44 | HV | Mali           | Moussa Sissako (mượn từ Sochi)          |
| 47 | TĐ | Sénégal        | Pathé Mboup                             |
| 69 | TV | Pháp           | Florent Sanchez Da Silva (mượn từ Lyon) |
| 70 | TM | Bỉ             | Mattéo Nkurunziza                       |
| 77 | TV | Pháp           | Jeff Reine-Adélaïde                     |
| 80 | TĐ | Paraguay       | Matías Segovia (mượn từ Botafogo)       |
| 89 | TĐ | Brasil         | Carlos Alberto (mượn từ Botafogo)       |
| 94 | HV | Brasil         | Philipe Sampaio (mượn từ Botafogo)      |
| 99 | HV | Mali           | Youssouf Koné                           |